# Nœux-lès-Auxi
Nœux-lès-Auxi è un comune francese di 174 abitanti situato nel dipartimento del Passo di Calais nella regione dell'Alta Francia.

## Società

### Evoluzione demografica
Abitanti censiti